# Genista cilentina
La ginestra del Cilento (Genista cilentina Vals., 1993) è una pianta appartenente alla famiglia Fabaceae (tribù Genisteae), endemica della Campania. Fu distinta come buona specie nel 1993, dalla botanica Franca Valsecchi, all'interno "[d]el più ampio contesto di Genista ephedroides".

## Descrizione
È una pianta perenne a portamento arbustivo eretto, ramoso, a rami rigidi, striati, pelosi da giovani, subverticillati, ottusi.
Le foglie, sono trifogliolate (le superiori, spesso, unifogliolate), lineari,
pelose, ottuse.
Fiorisce tra aprile e maggio, con fiori di color giallo, disposti in dense infiorescenze racemoidi.
I frutti, prodotti tra giugno e luglio, sono dei legumi ellittici e pelosi, delle dimensioni di 6 mm., dal rostro leggermente arcuato. Generalmente monospermici, contengono un seme ellittico, di 3 mm., color verde chiaro.

## Distribuzione e habitat

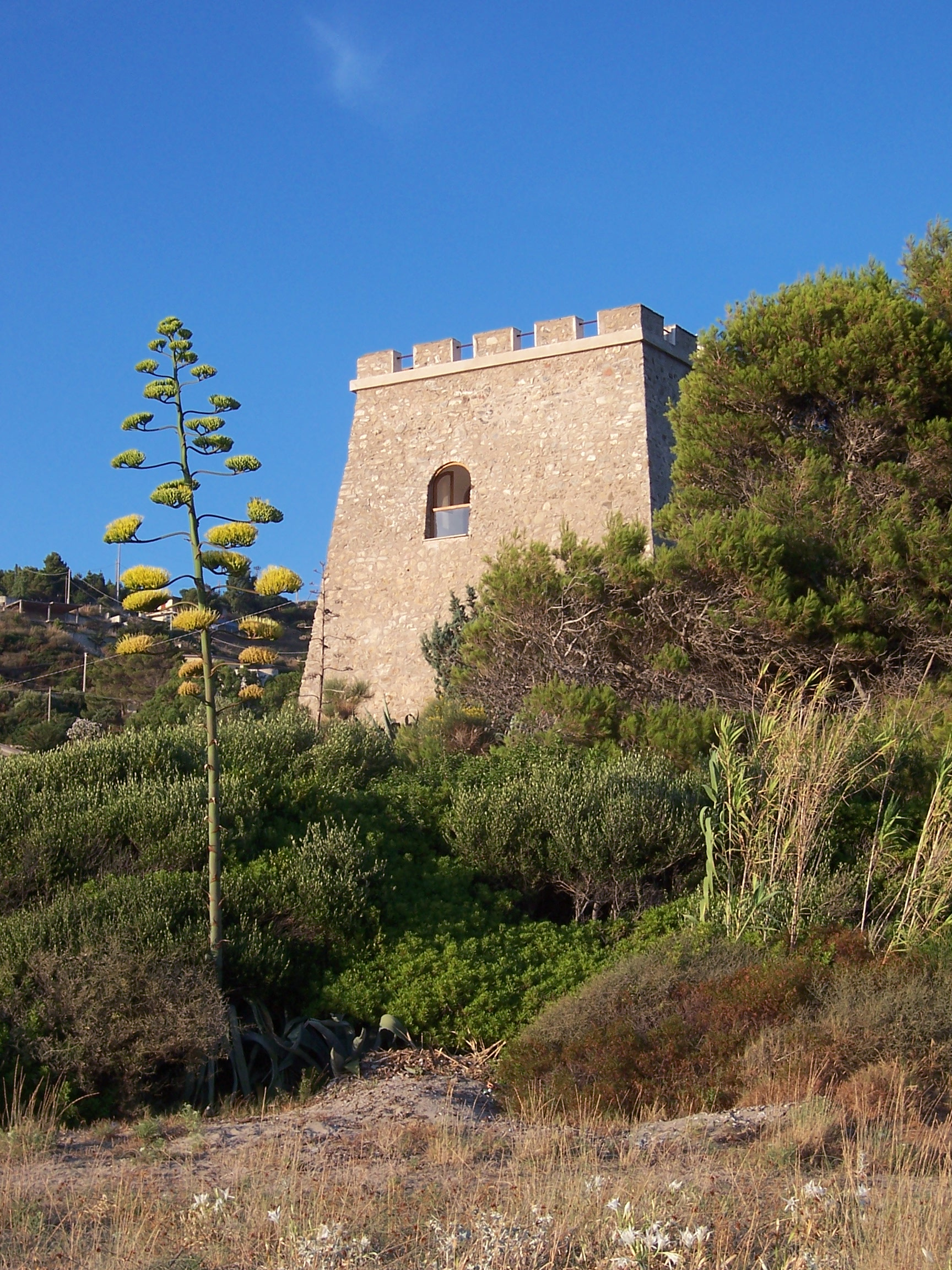
Località Torre Caprioli a Pisciotta, una delle stazioni dell'areale

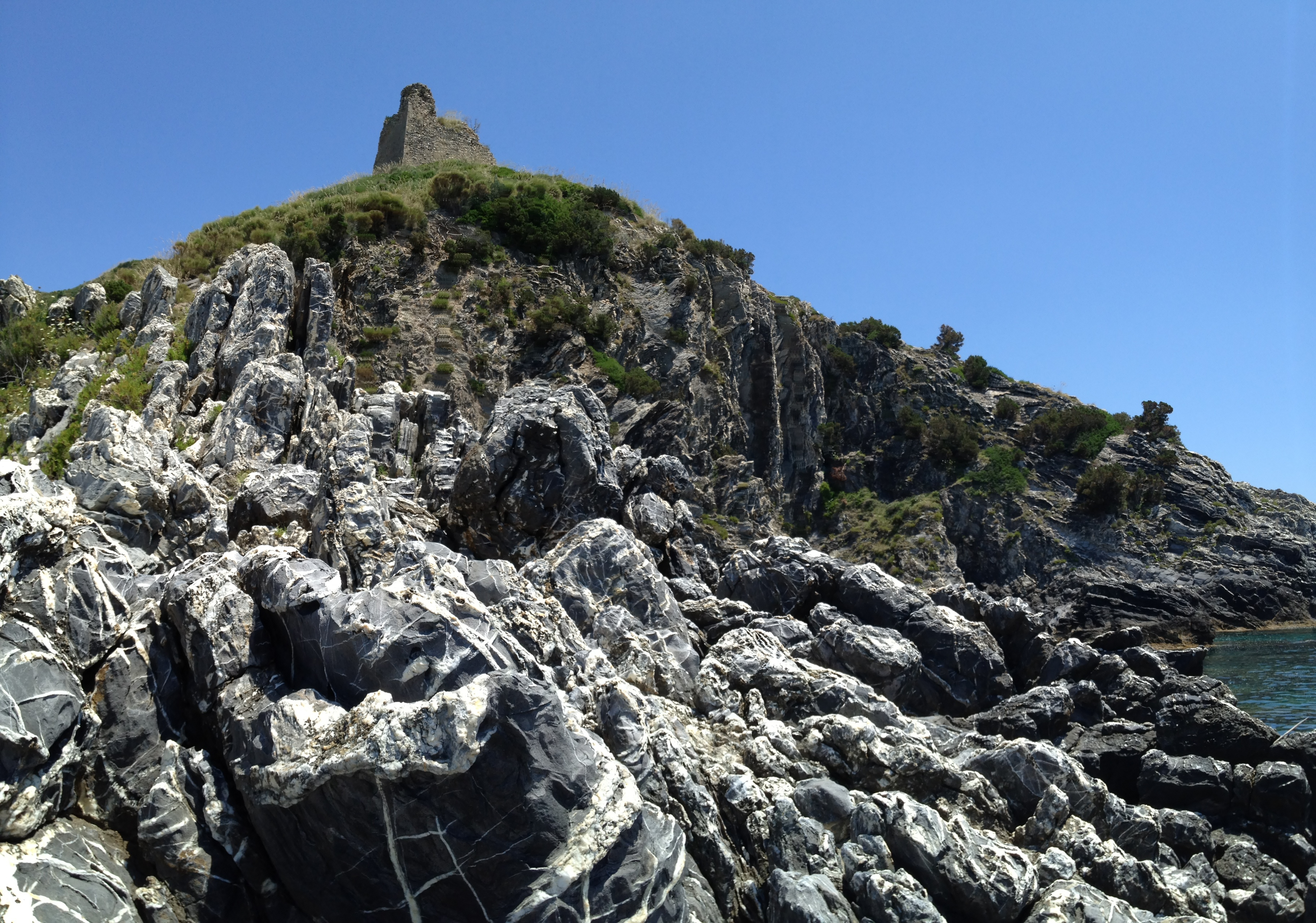
Gariga a Genista cilentina presso la Torre del Telegrafo di Ascea

La pianta è un rarissimo endemismo del Parco nazionale del Cilento, con una distribuzione puntiforme, in corrispondenza di conglomerati e affioramenti rocciosi e di macereti xerotermici calcarei e ultra-basici. La sua distribuzione ricade, soprattutto, nella fascia costiera cilentana tra Capo Palinuro e Marina di Ascea, con un'unica eccezione più settentrionale fortemente isolata dalle altre. Le stazioni, aride e assolate, in cui è stata individuata la Genista cilentina sono ubicate nel comune di Pisciotta e in località Saline di Palinuro. Un'altra stazione, il locus typicus della specie, è presente in località Punta del Telegrafo di Ascea, presso l'omonima torre costiera La stazione più estesa è quella in località  Torre di Caprioli di Pisciotta, su conglomerati e sabbie interessati da fenomeni di erosione calanchiforme. Queste tre stazioni erano le uniche descritte in letteratura scientifica fino al 2012, anno in cui se ne è aggiunta una quarta nettamente decentrata dalle altre, più settentrionale, in località Zoppi, sui declivi collinari dei contrafforti del Monte Stella, in un'area condivisa tra i comuni di Montecorice, Serramezzana e Castellabate. La stazione presso il casale di Zoppi, precedentemente segnalata solo in un testo divulgativo del 2007, è oggetto di uno studio in corso di stampa nel 2012, condotto per conto dell'Ente parco da Santangelo et al. ai quali il popolamento era stato indicato dalla stessa autrice del libro. Segnalazioni passate provenienti dalla Sicilia, in località Isnello (sulle Madonie) e presso Cefalù, che sembravano definire un più esteso areale circum-tirrenico, si sono rilevate, invece, essere stazioni dell'affine Genista demarcoi.
Il suo ambiente è quello delle boscaglie e macchie subcostiere e delle relative forme di degradazione della fascia termomediterranea (lauretum caldo), nell'orizzonte fitosociologico dominato, nel Cilento, dall'alleanza Quercion ilicis. È una pianta pioniera di aspetto arbustoso, che si rinviene in cenosi perenni, in formazioni a macchia bassa, in associazione con Cistus monspeliensis, Calicotome villosa e Ampelodesmos mauritanicus.

## Conservazione
La sopravvivenza dei rari popolamenti è minacciata dalla fattori di rischio che originano, principalmente, dalla pressione antropica: in prossimità della costa, la minaccia è costituita dal turismo ricreativo (minaccia 1.4.2) e, in prossimità nelle zone più frequentate (spiagge e strade) dalla generica azione di disturbo umana (10.1); nelle più interne zone collinari la specie è minacciata dall'espansione degli insediamenti urbanizzati (il popolamento in località Caprioli, ad esempio, ha subito un depauperamento dopo il 2007, a seguito della costruzione di un insediamento del tipo villaggio turistico) e da fenomeni naturali di evoluzione e mutamento della dinamica vegetazionale (8.1). Altro tipo di minaccia è costituita dagli incendi (10.5).
Una proposta di classificazione dello stato di rischio, elaborata nel 2012, ha individuato come applicabile la Categoria di rischio Endangered secondo l'applicazione del criterio B delle linee guida IUCN (versione 3.0, 2001), sottocriteri B1 - EOO,  B2 - AOO, opzioni a e b (i, ii, iii). Status alla scala "regionale"/globale: EN B2 ab (i,ii,iii). In precedenza (Conti et al., 1997), l'attribuzione della categoria di rischio alla scala nazionale era di specie a rischio critico di estinzione (Critically Endangered).